# The Princess and the Matchmaker
Série
Gwansang
(2013) Fengshui
(2018)
Pour plus de détails, voir Fiche technique et Distribution.
The Princess and the Matchmaker (hangeul : 궁합 ; RR : Gung-hap ; « Compatibilité conjugale ») est une comédie historique sud-coréenne réalisée par Hong Chang-pyo, sortie en 2018,,.
Elle est première du box-office sud-coréen de 2018 lors de sa première semaine d'exploitation et totalise finalement environ 1,3 million de spectateurs. C'est le deuxième volet d'une trilogie inspirée des traditions coréennes de diseurs de bonne aventure et produite par Jupiter Film avec Gwansang (2013) et Fengshui (2018).

## Synopsis
La princesse Songhwa (Sim Eun-kyeong) refuse son destin d'épouser quelqu'un qui correspond à son harmonie conjugale. Quatre hommes se trouvent sur sa liste de future mari avec chacun différents signes de destin. Refusant le sien, elle décide de quitter le palais et de trouver son mari par elle-même.
Seo Do-yoon (Lee Seung-gi) est une personne qui interprète les signes d'harmonie conjugale. Il est très doué dans son métier et, par conséquent, est choisi pour lire les signes d'harmonie conjugale entre la princesse Songhwa et les 4 hommes sur sa liste de mari.

## Distribution
- Sim Eun-kyeong : la princesse Song-hwa
  - Lee Han-seo : la princesse Songhwa, jeune
- Lee Seung-gi : Seo Do-yoon, le diseur de bonne aventure
- Yeon Woo-jin : Yoon Shi-kyeong, le premier prétendant de la princesse Songhwa. C'est un homme ambitieux et compétent
- Kang Min-hyuk : Kang Hwi, le deuxième prétendant de la princesse Songhwa qui est un bel homme doué
- Choi Woo-sik : Nam Chi-ho, le troisième prétendant de la princesse Songhwa, un homme chaleureux et poli connu pour sa piété filiale
- Kim Sang-kyeong : le roi
- Jo Bok-rae : Gae-shi
- Park Sun-young (en) :  Yeong-bin
- Lee Yoon-gun : Park-in
- Kim Do-yeop : Jo Yoo-sang
- Kim Joo-hun : Yook Son
- Park Choong-sun : l'eunuche Jang
- Cho Soo-hyang : Man-yi
- Kim Do-yeop : Jo Yoo-sang
- Lee Yong-nyeo : la dame de cour Han
- Joo Da-young (en) : la princesse Yeo-hee
- Min Areum : la troisième princesse
- Son Seong-chan : le deuxième juge
- Park Won-ho : Sang-moon
- Lee Jung-hyun : le premier homme hideux
- Yoon Yoo-sun (en) : Eu Ah-ri
- Song Yeong-jae : le professeur de l'observatoire royal
- Song Kwang-won (en) : le prétendant de la première princesse
- Lee Sun-bin (en) : la première princesse
- Choi Minho : Seo Ga-yoon
- Park Jin-joo : Ok-hee

## Production
The Princess and the Matchmaker est le deuxième film de la production Jupiter Film d'une trilogie inspirée des traditions coréennes. Le premier de la série est Gwansang, sorti en 2013.
Le tournage principal débute le 9 septembre 2015 et s'achève le 23 décembre 2015.

## Accueil

### Promotion et sortie
Le 31 janvier 2018, une conférence de presse promotionnelle a lieu en présence de la distribution principale et du réalisateur.
La principale bande annonce est dévoilée le 9 février 2018.
The Princess and the Matchmaker sort dans les salles sud-coréennes le 28 février 2018.

### Box-office
Selon le Conseil du film coréen, The Princess and the Matchmaker arrive en tête du box-office local le premier jour de son exploitation avec 175 022 entrées,.
Durant son premier week-end, projeté sur 965 écrans, le film attire 489 702 spectateurs, ce qui représente 29,1 % des ventes totales de billets du week-end,.
Le film se maintient à la première place pendant six jours consécutifs et passe la barre du million de téléspectateurs le septième jour.
Durant son deuxième week-end, le film attire 157 084 spectateurs et tombe à la quatrième place du box-office coréen,.